# Cangote
Cangote, também grafada como Kangote, é uma vila e comuna angolana que se localiza na província do Bié, pertencente ao município de Chinguar.